# جوائز بوجي

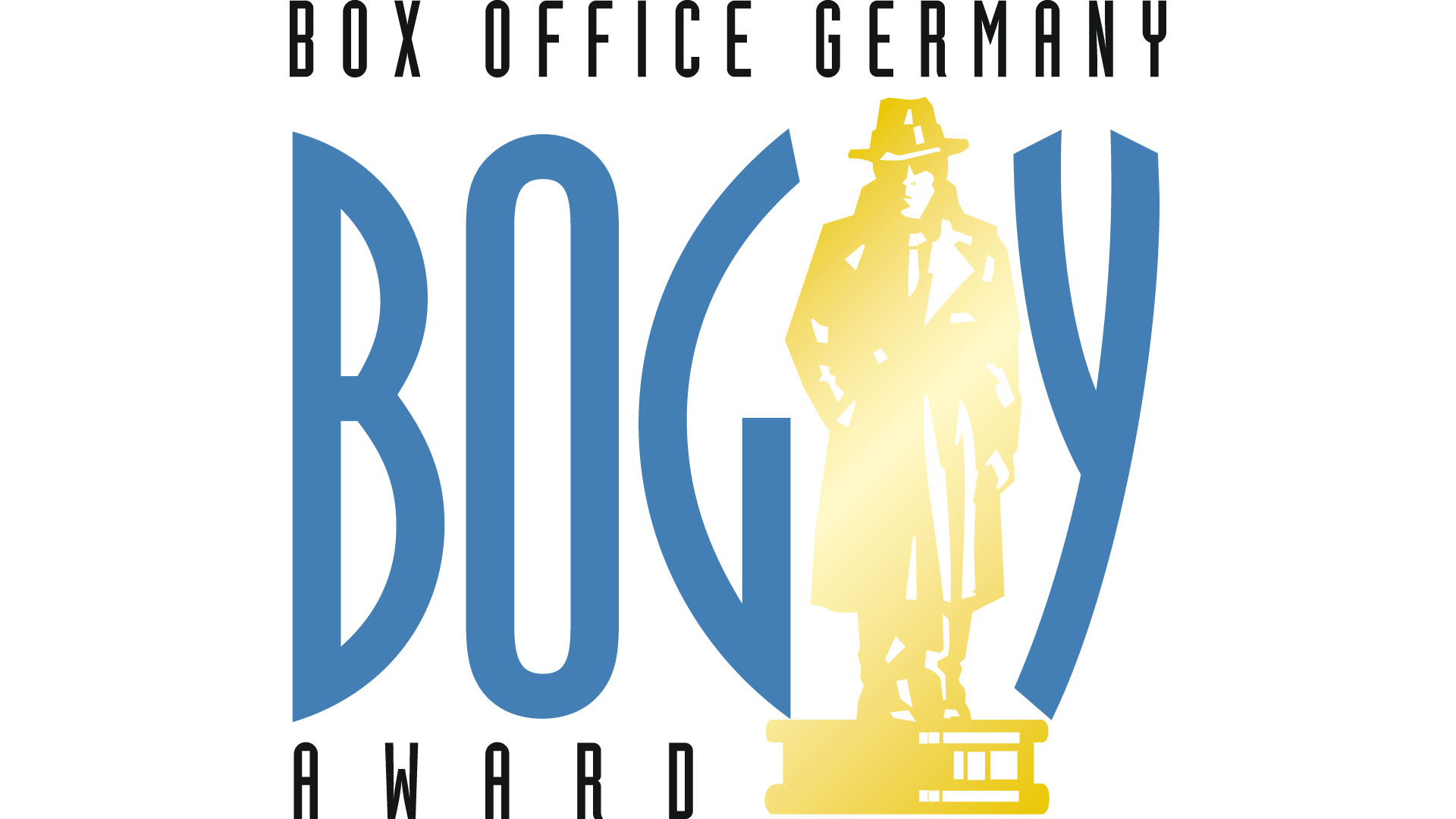

جوائز بوجي (بالإنجليزية: Bogey Awards) سلسلة جوائز الفيلم الألماني German film awards. تعتمد الجائزة على عدد الأشخاص الذين يشاهدون فيلمًا ضمن إطار زمني معين. تمنح الجائزة مجلة «بليكبانكت: فيلم» Blickpunkt: Film التجارية المتخصصة في الصناعة.

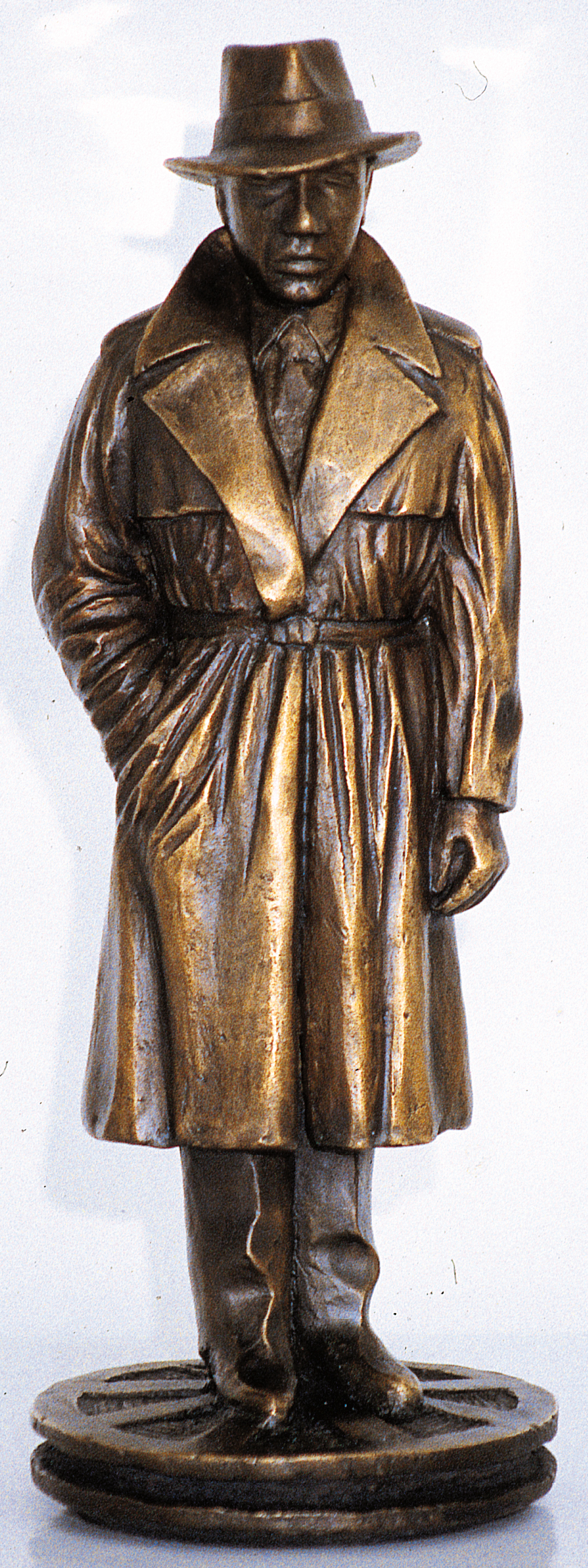

## فئات الجوائز
التيتانيوم: شاهده عشرة ملايين شخص.
البلاتين: خمسة ملايين شخص (خلال الخمسين يومًا الأولى من الإصدار).
الذهب: ثلاثة ملايين شخص (خلال ثلاثين يومًا).
الفضة: مليوني شخص (خلال عشرين يومًا).
برونزية: مليون شخص (خلال 10 أيام).
جائزة بوجي: مليون شخص، أو 1000 شخص لكل نسخة، بحد أدنى 25 نسخة، (خلال العشرة أيام الأولى).

## وصلات خارجية
https://ideas.fandom.com/wiki/Bogey_Awards جوائز بوجي
https://www.german-films.de/home/index.html جوائز بوجي
https://www.imdb.com/event/ev0000280/overview/ جوائز بوجي